# Molione
Molione là một chi nhện trong họ Theridiidae.